# Comentario
Comentario es una apreciación o escrito sobre cualquier cosa puesta en análisis. También es el título que se da a alguna historia escrita con brevedad como los Comentarios de Cayo Julio César ("Los Comentarios de Cayo Julio César", Madrid, Libra. Perlado Páez, 1909-1910, 2 volúmenes; "Comentarios de las Guerras de las Galias", Madrid, Espasa-Calpe, 2001).
Es un texto que incluyen resumen y opiniones sobre ciertos elementos de un texto original previamente leído
El comentario es considerado un texto expositivo y argumentado 
El «comentario de un texto» es un ejercicio orientado a plasmar por escrito o de forma oral todas las claves que permiten la comprensión plena de un documento.  
En la Antigua Roma significaba también lo siguiente:
- Libro
- Memorias de una persona pública o los escritos sobre la propia vida de un ciudadano cualquiera
- Ritual pontificio
- Colección de actas de las sesiones del Senado
- Pieza judicial que servía para el juicio de un proceso
- Libros de recetas médicas
- Obras sobre la Gramática y Retórica

La última acepción citada persistió durante mucho más tiempo que las anteriores y de ella procede el sentido que se da al Comentario, como interpretación de una obra difícil de comprender y las notas y observaciones  con que parece útil enriquecerla para desvanecer dudas, aclarar conceptos oscuros, explicar lo que no es bastante inteligible, que por la antigüedad de la obra, el lector no pueda comprender en todas sus partes y conceptos místicos o alusiones de difícil comprensión que, velados bajo el sentido aparente, encierran un sentido oculto que es preciso descubrir, como por ejemplo, la Biblia, los poemas de Homero, obras del hinduismo como los Vedas, nórdicas como las Eddas, la Divina Comedia de Dante, etc.

## Tipos de Comentarios
Se distinguen los siguientes tipos de comentarios:
- Críticos
- Literarios.
- Bíblicos.
- Históricos.
- Disertaciones.
- Artículos.
- Otros tipos de comentarios: políticos, jurídicos, deportivos, de películas de cine, entre otros.

## Bosquejo para realizar un comentario
Para hacer cualquier tipo de comentario se debe preparar un esquema, bosquejo o boceto. Este varía de acuerdo al comentario, si es textual o heurístico.

#### Según el comentario textual
1. Palabras de ambientación
2. Síntesis del texto o presentación del tema
3. Propósito del autor del texto
4. Argumentos que utiliza
5. Validez del enfoque o línea de análisis
6. Validez de argumentos
7. Otros posibles enfoques
8. Posibles omisiones importantes
9. Ideas a favor o en contra sustentadas por otros autores (intertextualidad)
10. Conclusión: méritos (totalmente de acuerdo con el autor), limitaciones (parcialmente de acuerdo con el autor), desaciertos (totalmente en desacuerdo con el autor) y beneficios o daños que produciría la aplicación del pensamiento analizado.

#### Según el comentario heurístico
1. Presentación: descripción del tema o problema.
2. Enfoques (comentario propiamente dicho): tesis y argumentos.
3. Conclusión: síntesis y propuestas.

## Comentaristas Famosos. (Históricos)
- Comentaristas bíblicos son los siguientes: Meister Eckhart, Orígenes, san Atanasio, san Basilio,Teodoreto, san Cirilo, san Hilario de Poitiers, san Ambrosio, san Jerónimo, san Agustín, san Gregorio Magno, Beda, Teofilacto, Pablo de Bourges, santo Tomás de Aquino, fray Luis de León, Cornelio, Mariana, Calmet, Arias Montano, Cayet, Jacobo Bonf., Stendro, Bossuet, Gerhauser, Lutero, Calvino, Bruntz, Hugo Grocio, Bauer, Reicho, Eichhom, Maimónides, Kimchi y muchos otros autores.